# Selenicereus escuintlensis
Selenicereus escuintlensis (sin. Hylocereus escuintlensis Kimnach), je vrsta biljke iz porodice kaktusa. Porijeklom je iz Gvatemale, Meksika i Nikaragve.
Nekada je uključivana u rod Hylocereus, a od 2017. u rod Selenicereus.

## Uzgoj
- Preporučena temperatura:   Noć: 10-12°C
- Tolerancija hladnoće:  najviše do -1°C
- Minimalna temperatura:  12°C
- Tolerancija vručine: ne podnosi direktno sunce
- Izloženost suncu:  mora biti u sjeni